# Lungers församling
Lungers församling var en församling i Strängnäs stift i nuvarande Arboga kommun. Församlingen uppgick 1449 i Götlunda församling.
Kyrkby var Lunger.

## Administrativ historik
Församlingen har medeltida ursprung och uppgick 1449 i Götlunda församling.